# Jack Wilder et la Mystérieuse Cité d'or
Cet article possède un paronyme, voir Les Mystérieuses Cités d'or.
Jack Wilder et la Mystérieuse Cité d'or (El Dorado) est une mini-série américaine en deux épisodes totalisant 180 minutes réalisée par Terry Cunningham et diffusée en 2010 sur Syfy.
En France, elle a été diffusée le 22 septembre 2012 sur Syfy et rediffusée sur France 4, Action et Warner TV.

## Synopsis
Quand Jack Wilder archéologue découvre une ancienne prophétie inca permettant de localiser la cité d’or Eldorado, il n’hésite pas à partir pour le Pérou.

## Fiche technique
- Titre original : The Search for El Dorado
- Réalisation : Terry Cunningham
- Scénario : Terry Cunningham et John Cockrell
- Photographie : John P. Tarver
- Musique : Jamie Christopherson
- Pays d'origine :  États-Unis
- Langue originale : anglais
- Durée : 175 minutes

## Distribution
- Shane West (VFB : Pierre Lognay) : Jack Wilder
- Natalie Martinez (VFB : Marcha Van Boven) : Maria Martinez
- Elden Henson (VFB : Sébastien Hébrant) : Gordon Reyes
- Luke Goss (VFB : Mathieu Moreau) : Colonel Sam Grissom
- Julio Oscar Mechoso (VFB : Patrick Donnay) : Général Luis Mata
- Vanessa Saba (es) (VFB : Sophie Landresse) : Lupe
- Giovanni Ciccia (VFB : Peppino Capotondi) : Quintero

Source : carton de doublage